# Alkandiale

Methylpropandial

Die Alkandiale bilden eine Untergruppe der Aldehyde bzw. der Dialdehyde. Sie leiten sich namentlich und strukturell von den Alkanen ab und enthalten zwei Aldehydgruppen. Sie tragen geradlinige oder verzweigte Alkylgruppen. Sie enthalten keine anderen Heteroatome oder Mehrfachbindungen.
Ist stattdessen nur eine Aldehydgruppe enthalten, so spricht man von Alkanalen.
| C-Atome | Trivialname     | Chemische Bezeichnung | Strukturformel                   |
| ------- | --------------- | --------------------- | -------------------------------- |
| 2       | Glyoxal         | 1,2-Ethandial         | Strukturformel von Glyoxal       |
| 3       | Malondialdehyd  | 1,3-Propandial        |                                  |
| 4       | Succinaldehyd   | 1,4-Butandial         | Strukturformel von Succinaldehyd |
| 5       | Glutardialdehyd | 1,5-Pentandial        | Strukturformel von Glutaraldehyd |
| 6       | Adipaldehyd     | 1,6-Hexandial         |                                  |
| 7       | Pimaraldehyd    | 1,7-Heptandial        |                                  |
| 8       | Suberaldehyd    | 1,8-Octandial         |                                  |
| 9       | Azelainaldehyd  | 1,9-Nonandial         |                                  |
| 10      | Sebacaldehyd    | 1,10-Decandial        |                                  |